# Erich Silbersiepe

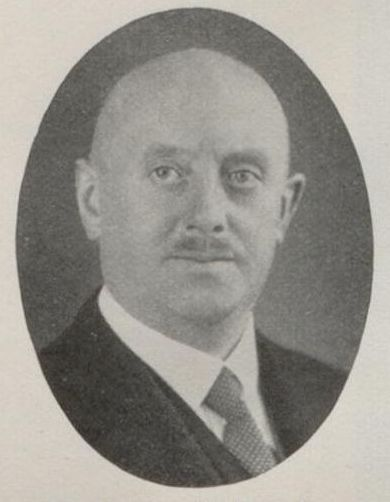
Erich Silbersiepe, um 1931

Erich Silbersiepe (* 18. Dezember 1880 in Ergste bei Schwerte; † 10. Juni 1961 in Berlin) war ein deutscher Professor für Veterinärchirurgie in Berlin und Träger des Großen Verdienstkreuzes der Bundesrepublik Deutschland. 

## Leben
Erich Silbersiepe, Sohn eines Landwirts, besuchte die Volksschule in Ergste bei Schwerte (Westfalen), die Rektoratsschule in Schwerte und das Realgymnasium in Hagen (Westfalen), wo er das Abitur erlangte.
Von 1897 bis 1901 studierte er Veterinärmedizin an den Tierärztlichen Hochschulen in Berlin und München. 1901 erhielt er in Berlin die Approbation als Tierarzt und war in der Folge Assistent an der Poliklinik für große Haustiere der Tierärztlichen Hochschule Berlin. 1903 wurde ihm die Corpsschleife des Corps Salingia Berlin verliehen, das später im Corps Rheno-Nicaria Mannheim aufgegangen ist.  1904 wurde er Oberassistent an der von Richard Eberlein geleiteten Chirurgischen Klinik. Nachdem er zwischenzeitlich das Veterinärratsexamen abgelegt hatte und an der Universität Leipzig zum Dr. phil. promoviert worden war und ihm aufgrund dieser Promotion von der Tierärztlichen Hochschule Berlin der Titel Dr. med. vet. h. c. verliehen worden war, nahm er 1911 eine Stellung als Kreistierarzt in Monschau an. Während des Ersten Weltkriegs diente er als Ober- und Stabsveterinär in Belgien in einer chirurgischen Abteilung eines Pferdelazaretts.
1922 folgte er einem Ruf an die Tierärztliche Hochschule Berlin als Professor für Veterinärchirurgie und Direktor der Chirurgischen Klinik. Seit 1934 zur Friedrich-Wilhelms-Universität gehörend, wurde er 1945 kommissarischer Institutsdirektor und Leiter der Chirurgischen Klinik.
1947 erhielt er den Lehrstuhl für Veterinärchirurgie. 1951 wechselte er von der im Ostteil Berlins gelegenen Universität, die mittlerweile in Humboldt-Universität umbenannt war, an die Freie Universität Berlin, wo er bis zu seiner Emeritierung 1954 Veterinärchirurgie lehrte. Silbersiepe ist Träger des Bundesverdienstkreuzes.
Silbersiepe schrieb zahlreiche Aufsätze in Fachzeitschriften über Veterinärchirurgie.

## Auszeichnungen
- 1911: Ehrenpromotion zum Dr. med. vet. h. c.
- 1955: Großes Verdienstkreuz der Bundesrepublik Deutschland, 1955.

## Schriften
- Fröhner's Kompendium der speziellen Chirurgie für Tierärzte. Stuttgart: F. Enke 1924,    7. Auflage (mit Eugen Fröhner)
- Einiges über den Kryptorchismus der Pferde. Berlin: R. Schoetz 1937
- Lehrbuch der speziellen Chirurgie für Tierärzte und Studierende, 8. neubearbeitete Auflage von Fröhner's Kompendium der speziellen Chirurgie für Tierärzte, 1939 (mit Ewald Berge) bis 16. verbesserte Auflage 1986 (mit Heinrich Müller und Friedbert Reinhard), Stuttgart: Enke.